# Királyi Szépművészeti Múzeum (Brüsszel)
A Királyi Szépművészeti Múzeum (franciául: Les Musées royaux des Beaux-Arts de Belgique; hollandul: Koninklijke Musea voor Schone Kunsten van België) Brüsszel és Belgium egyik leghíresebb és legjelentősebb múzeuma.

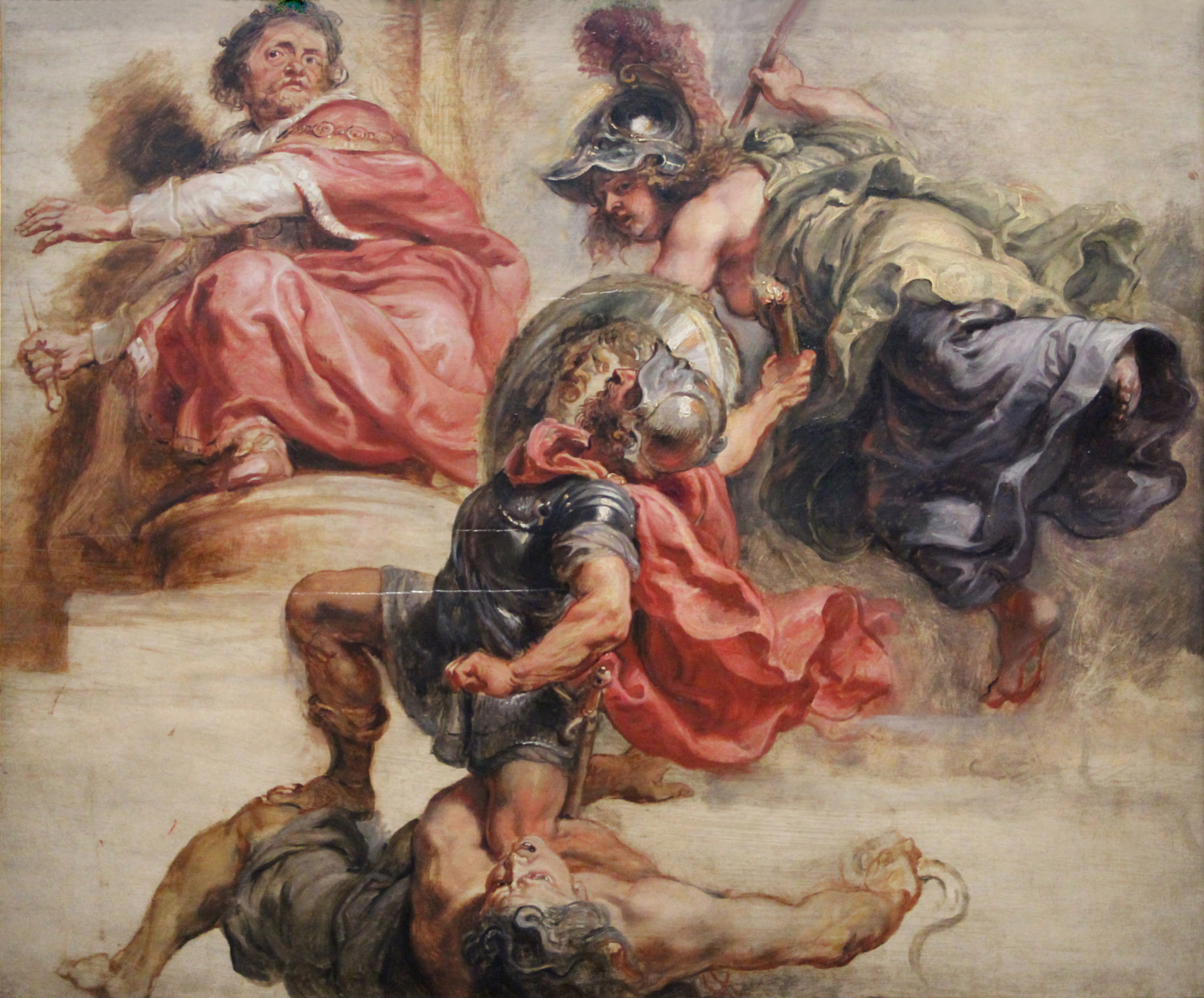
Peter Paul Rubens: A háborút és a viszályt legyőző bölcsesség

A múzeum gyűjteményében több, mint 20 000 rajz, metszet, festmény található, amelyet a 15. századtól napjainkig szinte az összes művészettörténeti korszakot átfogják. A múzeum igen jelentős gyűjteménnyel rendelkezik a németalföldi vagy flamand festők műveiből, többek között Pieter Bruegel, Rogier van der Weyden, Robert Campin, Anthony van Dyck és Jacob Jordaens. A múzeum egyik büszkesége a Rubens-szoba, ahol az egyik leghíresebb flamand festő, Peter Paul Rubens 20 képe látható. A gyűjtemény része még Jacques-Louis David híres festménye, "Marat halála", valamint Egide Charles Gustave Wappers képe a belga szabadságharc győzelméről.
A múzeum épülete, amelyet Alphonse Balat tervei alapján 1885 és 1890 között építettek, a királyi palotához közel, a Coudenberg néven ismert környéken van. Tulajdonképpen a Királyi Szépművészeti Múzeum négy különálló gyűjtemény fog össze: a Régi Művészetek Múzeuma (Le Musée d’Art ancien, Het Museum voor Oude Kunst) és a Modern Művészetek Múzeuma (Le Musée d’Art moderne, Het Museum voor Moderne Kunst) ugyanabban az épületben, a Rue de la Régénce 3 szám alatt található, míg a kizárólag a névadó belga művészeknek dedikált Wiertz Múzeum és Meunier Múzeum külön épületekben kaptak helyet.

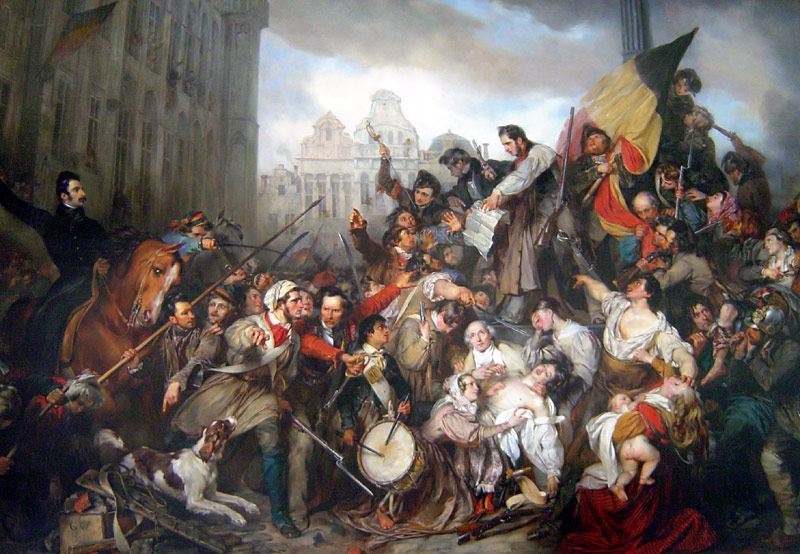
Egide Charles Gustave Wappers: "Az 1830-as belga szabadságharc egyik epizódja" (1835)

## Története
Az Osztrák-Németalföldet 1794-ben megszálló francia hadsereg számos művészeti alkotást kobzott el az ország nemeseitől, polgáraitól és egyházi intézményektől. A gyűjtemény egy részét Párizsba szállították, nagy részét Brüsszelben tartották. 1798-ban Guillaume Bosschaert-t nevezték ki a gyűjtemény kurátorának, aki megkísérelte a Párizsba hurcolt alkotások visszaszerzését. 1801-ben Napóleon mint első konzul megalapította a brüsszeli Szépművészeti Múzeumot (a jelenlegi intézmény elődjét) és számos alkotást visszajuttatott a Louvre gyűjteményéből. A múzeum 1803-ban nyitotta meg kapuit a látogatók előtt és még ebben az évben Brüsszel városa lett a gyűjtemény tulajdonosa.
A holland uralom alatt I. Vilmos holland király támogatta mind a gyűjtemény, mind az annak helyet adó épület bővítését. Belgium függetlenné válása után a gyűjtemény tulajdonjoga a belga államra szállt. 1845-ben nyitották meg a modern belga művészeti alkotásokra szakosodott szekciót, majd 1885 és 1890 között II. Lipót belga király támogatásával készült el a jelenlegi épület. Az intézmény 1919-ben vette fel jelenlegi nevét.

## A gyűjtemény legfontosabb darabjai

### Előtér
Az előtérben kapott helyt Wappers fent említett monumentális képe, illetve számos belga és nemzetközi szobrász kiemelkedő alkotása (köztük Meunier, Lambeau, Rodin).

### Első emelet

#### 15–16. század
Ebben a korszakban indult lendületes fejlődésnek a németalföldi festészet, a térség gazdasági fellendülését követve. A Bruggében, majd Brüsszelben letelepült burgundi hercegek bőkezűen támogatták a korabeli művészeket, akik az uralkodó családról festett kitűnő portrékkal hálálták azt meg, mint pl. Rogier van der Weyden. A megrendelések másik forrása volt a meggazdagodott polgárság és kereskedők, illetve maguk a flamand városok. Ezek egyik képviselője Dieric Bouts képe, amely eredetileg leuveni városházát díszítette. További képek találhatók a flémalle-i mester, azaz Rogier van der Weyden, az aix-i mester, azaz Bernard van Orley, Hieronymus Bosch, Lucas Cranach és Quentin Massys munkáiból.
Azonban az itt található képek közül is kiemelkedik a Pieter Bruegel-gyűjtemény, közte az Ikarosz bukása.

#### 17–18. század
Ebben a szekcióban találhatók a múzeum legértékesebb darabjai, id. Jan Brueghel, Anthony van Dyck és Peter Paul Rubens képei. A kevésbé ismert németalföldi festők, mint pl. Jacob Jordaens, ifj. David Teniers, Adriaen Brouwer, Bertholet Flémal műveiből is jelentős gyűjtemény van kiállítva.
Ebből a korszakból számos olasz, mint pl. Guercino, és francia, mint Claude Lorrain és Philippe de Champaigne képe is a múzeum tulajdona, illetve a 18. századi festészet képviseletében Jacques-Louis David képe, a "Marat halála".

#### 19. század
A alagsorban található gyűjtemény között már találhatók igazi "belga" festők is, hiszen Belgium 1830-ban kivívta függetlenségét a hollandoktól és a franciától. A közel 200 darabos gyűjtemény a korra jellemző művészeti irányzatokat jól reprezentálja:
- Neoklasszicizmus: a 18. század végére és a 19. század elejére jellemző stílus képviselői közül Jacques-Louis David (Marat halála), Jean Auguste Dominique Ingres, François Gérard, Mathieu és Philippe Van Brée valamint François-Joseph Navez (A Hemptinne család) érdemel említést.
- Romanticizmus, historizmus és orientalizmus: a műfaj képviselői közül Gustaf Wappers, Antoine Wiertz, Théodore Géricault és Eugène Delacroix képei érdemelnek említést. Különös érdeklődést mutatott Belgium és a térség történelme iránt Louis Gallait és Henri Leys, míg Jean-François Portaels az orientalizmus képviselője.
- Realizmus és naturalizmus: az 1850-es évektől kezdve előtérbe kerül a városi és polgári fejlődést reflektáló realista irányzat, képviselői Louis Dubois, Joseph és Alfred Stevens, Edouard Agneessens, valamint az egyedi Henri De Braekeleer. A naturalisták számos tájképet és Belgium partvidékét megörökítő tengeri tájképet festettek: Théodore Fourmois, Louis Artan de Saint-Martin, Guillaume Vogels és Hippolyte Boulenger. Velük ellentétbe a belga dolgozók életét, szegénységét örökítette meg Charles De Groux, Constantin Meunier, Charles Hermans, Léon Frédéric és Eugène Laermans, illetve a gyűjtemény még kiegészítik Vincent van Gogh korai képei.
- Impresszionizmus és posztimpresszionizmus: a 19. század végén Franciaországból indult ki a mozgalom, amely hamarosan Belgiumot is elérte. A francia Pierre-Auguste Renoir és Alfred Sisley hatása jól megfigyelhető a közelben kiállított belgák, mint Émile Claus , Félicien Rops and Anna Boch képein. A Georges Seurat által 1886-ban kifejlesztett pointillizmust hamarosan átvette Paul Signac, Théo van Rysselberghe és Henry Van de Velde. Ebben a szekcióban találhatók még Édouard Manet, Henri Evenepoel, Paul Gauguin, Pierre Bonnard és Édouard Vuillard képei.
- Szimbolizmus: Belgium volt a szimbolisták egyik fő erőssége, olyan jeles szimbolisták képeit őrzi a múzeum, mint a belga Fernand Khnopff, Jean Delville, William Degouwe de Nuncques és az angol Edward Burne-Jones. A 20. század művészetét pedig James Ensor vezeti fel, akinek egy egész termet dedikáltak.

#### 20. század
Az első 20. századi belga festő Rik Wouters, akinek gazdag színei és tiszta formái a múlttal való szakítást hirdették, ezzel egyidőben a fauvista és futurista Jules Schmalzigaug lépett a színre. Az első világháború után jelent meg Constant Permeke és Gustave De Smet. Az 1918-as év vízválasztó volt a belga festészet történetében, ekkor jelentek meg az első korai absztraktok Victor Servranckx és Pierre-Louis Flouquet-től. A flamand expresszionisták azonban annyira dominálták a belga művészeti életet, hogy egyes modernisták, mint pl. Georges Vantongerloo Franciaországban telepedett le. az 1920-as évek vége felé jelentek meg a nemzetközi szürrealista mozgalom helyi képviselői, mint René Magritte, akinek szintén egy külön termet dedikált a múzeum.

### Szobrászat
A múzeum igen gazdag gyűjteménnyel rendelkezik a barokk szobrászat remekeiből, amelyek közül jelentős helyet foglalnak egy a dél-németalföldi kései-barokk mesterek, mint id. Artus Quellinus, Lucas Faydherbe valamint id. Jan Peter van Baurscheit. Michiel van der Voort tanítványa, Michael Rysbrack Angliában telepedett le és jelentős hatást gyakorolt a 18. századi angol szobrászatra.
A 19. századi szobrok a múzeumban nem egy helyen vannak kiállítva: közel száz darabot a 19. századi festészetet bemutató termekben helyeztek el, további száz kis és közepes szobor a szoborgalériában van, míg a húsz legnagyobb alkotást a múzeum bejárati csarnokában és más nagyobb termekben állítottak ki. Ebből a korszakból a neoklasszicista Gilles-Lambert Godecharle, Mathieu Kessels és Henri-Joseph Rutxhiel érdemel említést, valamint a romantikus Guillaume Geefs és bátyja, Joseph Geefs, és a realista Constantin Meunier.
A 19. század végére elsősorban annyira keresettek voltak a szobrászok Brüsszelben, hogy Auguste Rodin is ide költözött 1871 és 1877 között, de említést érdemel még Charles Van der Stappen, Paul De Vigne, Thomas Vinçotte, Juliens Dillens, Victor Rousseau és Jef Lambeaux.
Rodin befolyásolta pályája kezdetén a 20. századi szobrászok közül Rik Wouters-t, expresszionista vonalat követnek Oscar Jespers, Henri Puvrez és Constant Permeke művei. Az animista Charles Leplae és George Grard után az absztrakt Willy Anthoons, André Willequet, Félix Roulin és Jacques Moeschal már az 1950-1960-as évek művészei.
A kisebb szobrok többsége a szoborgalériában található, amelyet 1992-ben nyitottak meg, míg néhány alkotás a szoborkertben található, amely a régi művészetek múzeumának nyugati homlokzata előtt található (utóbbi nyáron reggel 6-tól este 20 óráig látogatható).

### Rajzok
Mivel a művek többsége érzékeny a fényre, ezért a múzeum gyűjteményében található rajzok nem részei az állandó kiállításnak. A rajzok megtekintése különteremben, előzetes időpontegyeztetés mellett lehetséges. A gyűjtemény legfontosabb darabjai Rembrandt, id. Pieter Brughel, Antoine Watteau művei, de ezek mellett a múzeumnak jelentős gyűjteménye van 19. és 20. századi művekből is.

### Időszakos kiállítások
A múzeum rendszeresen időszakos kiállításoknak ad helyet, 2008-ban például május 16. - szeptember 21. között a brit uralkodók gyűjteményéből 51 db korai, reneszánsz és barokk festő képét állították ki a múzeumban őrzött darabokkal együtt. Korábban 2007. szeptember 14. és 2008. január 27. között pedig Peter Paul Rubens kiállítást szerveztek a világ számos pontjáról kölcsönzött festményekkel, "A mester műhelyében" címmel.
A helyi művészeknek is rendszeresen helyet adnak, 2007 februárjában a belga Léon Spilliaert festményeiből volt kiállítás, illetve a karácsony és a karácsonyi ételek szerepéről a flamand festészetben.

## Galéria
- Pieter Bruegel: Ikarosz bukása (1582 – 1625)
- Pieter Bruegel: Népszámlálás Betlehemben (1566)
- Jacob Jordaens: Zsuzsanna és a vének (17. század)
- Jacques-Louis David: Marat halála (1793)
- Rik Wouters: Nő kék ruhában a tükör előtt (1914)
- Georges Seurat: A Szajna tavasszal (1888)
- Émile Claus: Tehenek gázolnak a Lys folyón (1899)

## Külső hivatkozások
- A múzeum hivatalos honlapja (angolul)
- Online katalógus Archiválva 2011. október 4-i dátummal a Wayback Machine-ben